# Spelljammer
 (mai 2022).
Si vous disposez d'ouvrages ou d'articles de référence ou si vous connaissez des sites web de qualité traitant du thème abordé ici, merci de compléter l'article en donnant les références utiles à sa vérifiabilité et en les liant à la section « Notes et références ».
Spelljammer (1989) est un décor de campagne pour la 2e édition du jeu de rôle Advanced Dungeons & Dragons. Ce décor de campagne, de type Space Fantasy, propose des voyages interplanétaires avec des moyens et une atmosphère médiévaux-fantastiques plutôt que scientifiques. Il n'a jamais été officiellement traduit en français.

## Présentation
Spelljammer a introduit dans l'univers d'AD&D un système d'astrophysique fantastique qui emprunte à Ptolémée le concept de sphères de cristal. Ces sphères peuvent contenir plusieurs mondes et peuvent être traversées par des vaisseaux équipés de timons. Ces vaisseaux peuvent voler non seulement dans le ciel mais aussi dans l'espace. Grâce au champ de gravité et à l'atmosphère propre dont ils disposent, les vaisseaux n'ont pas à être étanches. Ils ne ressemblent généralement pas aux vaisseaux spatiaux de la science-fiction mais plutôt à des galions, animaux, oiseaux, poissons, ou prennent des formes encore plus fantastiques.
Spelljammer est fait pour permettre aux aventures d'heroic fantasy habituelles à Donjons et Dragons de prendre place au milieu d'autres éléments spatiaux. Des navires volants traversent les vastes étendues de l'espace interplanétaire, en visitant des lunes, des planètes et d'autres objets stellaires.
Comme le décor de campagne de Planescape, Spelljammer unifie la plupart des autres décors d'AD&D et propose une méthode canonique pour voyager entre un décor (par exemple Lancedragon) et un autre (par exemple la Sphère des Royaumes Oubliés ou le Grispace). Mais contrairement à Planescape, il garde toute l'action sur le Plan primaire et emploie les sphères de cristal et le « phlogiston » qui les sépare pour former des barrières naturelles entre des décors autrement incompatibles. Bien que la cosmologie de Spelljammer soit essentiellement dérivée du système ptolémaïque de l'astronomie, les idées développées doivent beaucoup aux ouvrages de Jules Verne et ses contemporains, ainsi qu'aux jeux et œuvres de fiction du genre steampunk. Une autre inspiration est l'époque des Grandes Découvertes et l'apogée de la marine à voile.

## L'astrophysiquefantasydans Spelljammer

### Les timons
Les Timons (« Spelljamming helms » en anglais) sont le grand concept qui permet le voyage spatial interplanétaire et interstellaire pour des vaisseaux qui, autrement, ne seraient pas viables dans l'espace. Dans l'univers de Donjons et Dragons, ils forment un moyen de convertir l'énergie magique du Timonier en énergie motrice capable d'atteindre une poussée maximale d'environ 6 millions de kilomètres par heure (soit environ 180 fois moins que la vitesse de la lumière).
Il existe plusieurs types de timons :
- Les Timons de Spelljamming, dits "Majeurs" et "Mineurs". Il s'agit de la catégorie la plus courante, toute personne dotée de pouvoirs magiques ou cléricaux peut en utiliser. La maniabilité et la puissance d'un tel timon dépend du niveau de son utilisateur.
- Les Timons-en-chaînes ont été inventés par et pour les Illithids, afin de leur permettre de convertir leurs pouvoirs psioniques en énergie de propulsion pour navires. La maniabilité et la puissance dépendent du nombre de personnes branchées sur les timons.
- Les Source-Timons sont une invention récente des Illithids. Ils puisent directement dans l'énergie vitale de l'Illithid qui y est installé. Un Source-timon est plus puissant qu'une série de timons-en-chaînes.
- Un Orbus est un Tyrannoeil génétiquement modifié par son propre peuple afin de servir de timon vivant. Seuls les Tyrannoeils possèdent des Orbi.
- Les Forges sont des Timons nains capables de déplacer de petites montagnes dérivant dans l'espace, en exploitant l'énergie déployée par les mineurs et les forgerons qui travaillent dans leurs mines.
- Les Timons gnomes sont un fatras de matériel mécanique monté sans logique particulière, et censé permettre la propulsion spatiale. Ils sont considérés comme les pires timons existants (même lorsqu'ils fonctionnent). Ils sont uniquement fabriqués par les gnomes bricoleurs de Krynn.
- Les Fournaises sont un ancien type de timon, qui convertit l'énergie d'un objet magique en propulsion. Hélas, une fois l'objet consumé, il faut en fournir un autre... Il existe des Hautes-Fournaises extrêmement rares capables de puiser l'énergie de puissants artefacts.
- Les Timons-Vampires absorbent la vie d'un individu (généralement placé là contre sa volonté) pour la convertir en énergie de propulsion.

### Gravité et air
Tous les corps d'une taille suffisamment grande, y compris un galion spatial ou un astéroïde, émettent un champ gravifique. Cette gravité exerce d'habitude (mais pas toujours) une force égale à l'attraction terrestre. La gravité dans Spelljammer s'oriente généralement de la façon la plus pratique imaginable.
Tous les corps de n'importe quelle taille transportent avec eux une atmosphère quand ils quittent la surface d'une planète ou d'un autre corps céleste. Contrairement aux atmosphères du monde réel, cette enveloppe d'air ne se disperse pas dans le vide spatial. Ces bulles d'air permettent de respirer pendant un temps limité ; plus l'objet sera grand, plus la quantité d'air qui l'entoure permettra de respirer longtemps.

### Sphères de cristal
Une sphère de cristal (aussi appelée coquille de cristal) est une sphère gigantesque qui contient un système planétaire entier.
La surface de la sphère sépare le vide du wildspace, ou espace sauvage à l'intérieur de la sphère, du phlogiston à l'extérieur. La sphère elle-même n'émet pas de gravité et semble impossible à endommager par des moyens normaux comme magiques. Des Portails permettent aux vaisseaux spelljammers et aux créatures de l'espace sauvage d'entrer dans la sphère de cristal ou d'en sortir ; ces portails peuvent s'ouvrir ou se fermer spontanément.

### Le phlogiston
Le phlogiston (aussi appelé the Flow, qu'on peut traduire par le flux) est un fluide brillant et extrêmement combustible qui se trouve entre les sphères de cristal. Une de ses propriétés importantes est qu'il ne peut exister à l'intérieur d'une sphère de cristal, et ne peut y être apporté même par une divinité. Chaque sphère de cristal flotte dans le phlogiston en oscillant très lentement. Le voyage d'une sphère à une autre est facilité par la formation de rivières de flux, des sections du phlogiston soumises à un courant qui accélère grandement les voyages. Le voyage par le « flux lent » hors des rivières de flux est possible mais très dangereux.

### LeSpelljammer
Le Spelljammer est un vaisseau légendaire qui ressemble à une raie manta géante et porte une cité entière sur son dos. Tous les navigateurs spatiaux en ont entendu parler mais très peu l'ont vu eux-mêmes. C'est ce vaisseau qui donne son nom au spelljamming. Ce vaisseau a été aperçu dans d'innombrables sphères depuis le plus lointain passé connu. Il y a des centaines de légendes qui se contredisent les unes les autres à propos de ce navire. Sa mythologie est similaire aux légendes qui entourent le Hollandais volant.

## Races
Des races étranges se partagent l'univers de Spelljammer. En plus des Humains, Nains, Elfes, Petites-Gens et Gnomes classiques dans AD&D, on trouve dans l'espace des Tyrannœils xénophobes, des Néogis rapaces, des Giffs militaristes, des Arcanes mystérieux, des Thri-kreens et des Hommes-Lézards. Les Illithids sont une des races majeures de Spelljammer, mais ils y sont moins manifestement maléfiques que dans les autres décors de campagne d'AD&D. Plusieurs suppléments au Monstrous Compendium ont ajouté ou développé des races mineures de Spelljammer.

## Dérivés officiels
Spelljammer a eu droit à certains produits dérivés hors du marché du jeu de rôle :
- Un Comics, publié chez DC, comprenant 15 numéros ainsi qu'un Annual.
- 6 romans (Beyond the Moons par David "Zeb" Cook (juillet 1991) ; Into the Void par Nigel Findley (octobre 1991) ; The Maelstrom's Eye par Roger E. Moore (mai 1992) ; The Radiant Dragon par Elaine Cunningham (novembre 1992) ; The Broken Sphere par Nigel Findley (mai 1993) ; The Ultimate Helm par Russ T. Howard (septembre 1993))
- Un jeu vidéo, Pirates of Realmspace.

## Autres dérivés
Bien que son édition ait été interrompue, les fans de cet univers ont continué à le faire vivre à travers certains médias :
- Le site Spelljammer.org contient beaucoup de matériel à l'usage des passionnés. Nouveaux vaisseaux, nouvelles créatures, nouvelles Sphères de Cristal, nouvelles règles, adaptations à l'édition 3.5 de D&D, articles, etc.
- Un mod non officiel a été développé pour le jeu vidéo Neverwinter Nights, permettant au joueur d'embarquer à bord d'un vaisseau spelljammer pour explorer l'Espace Sauvage...